# رویش
رویش (انگلیسی: Reusch) شرکت تجهیزات ورزشی ایتالیایی است، که در سال ۱۹۳۴ تأسیس شد.